# Scybalistodes regularis
Scybalistodes regularis is een vlinder uit de familie van de grasmotten (Crambidae). De wetenschappelijke naam van de soort is voor het eerst gepubliceerd in 1964 door Eugene Gordon Munroe.
De soort komt voor in het westen van de Verenigde Staten.